# Wiener Premierenbesetzungen der Meistersinger von Nürnberg

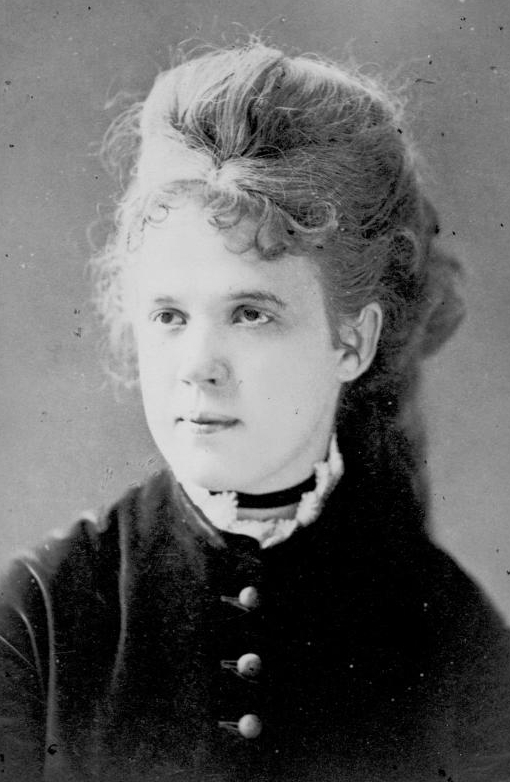
Bertha Ehnn
erste Wiener Eva

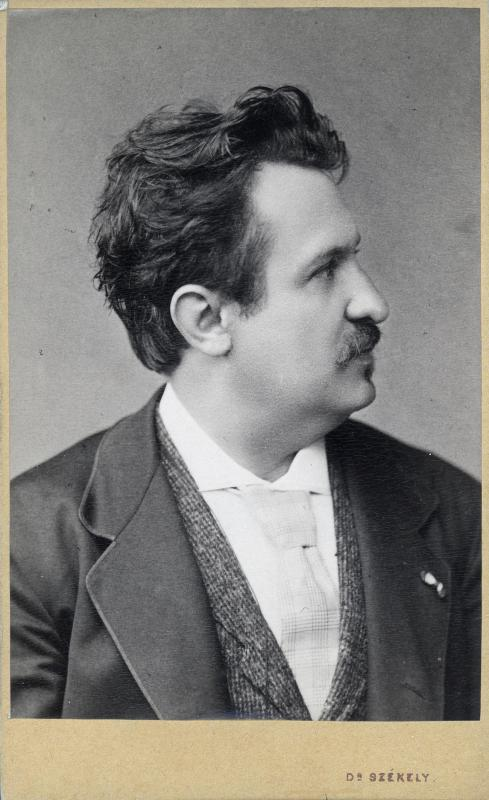
Gustav Walter
erster Wiener Stolzing

Die Wiener Premierenbesetzungen der „Meistersinger von Nürnberg“ listet die Mitwirkenden an den Neuinszenierungen von Richard Wagners Oper Die Meistersinger von Nürnberg auf, die seit 1870, dem Jahr der Erstaufführung dieses Werkes an der Wiener Hofoper, der späteren Wiener Staatsoper, stattgefunden haben. 

## Die Premierenbesetzungen
In der sechsten Spalte sind die Aufführungszahlen der jeweiligen Inszenierung angegeben.
| Erstaufführung, 27. Februar 1870, Dirigent: Johann von Herbeck, Bühnenbild: Carlo Brioschi, Kostüme: Franz Xaver Gaul (bis 1877) |                                                                 |                                                                             |                                                    |                                       |     |
| Johann Nepomuk Beck Hans von Rokitansky Carl Lucca Emil Kraus | Julius Campe Karl Mayerhofer Louis Evers Hr. Martin             | Alfons Regenspurger Eduard Brandstoettner Heinrich Wohlrath Peter Soutschek | Gustav Walter Engelbert Pirk Angelo Neumann        | Bertha Ehnn Ernestine Gindele         | 36  |
| Neuinszenierung, 12. Oktober 1880, Bühnenbild: Carlo Brioschi (bis 1909) |                                                                 |                                                                             |                                                    |                                       |     |
| Emil Scaria Hans von Rokitansky Anton Schittenhelm Willibald Horwitz | Theodor Lay Karl Mayerhofer Louis Evers Andreas Prinz           | Carl Lucca Peter Soutschek Heinrich Wohlrath Ferdinand Graf                 | Gustav Walter Viktor Schmitt August Egon Hablawetz | Bertha Ehnn Ida Baier                 | 161 |
| Wilhelm von Wymétal, 17. Dezember 1909, Dirigent: Felix von Weingartner (bis 1929) |                                                                 |                                                                             |                                                    |                                       |     |
| Friedrich Weidemann Richard Mayr Georg Maikl Viktor Madin | Alexander Haydter Gerhard Stehmann Josef Paul Hans Breuer       | Rudolf Traxler Ferdinand Marian Carl Reich Richard Wagner                   | Erik Schmedes Hubert Leuer August Stoll            | Lucille Marcel Laura Hilgermann       | 154 |
| Lothar Wallerstein, 16. September 1929, Dirigent: Clemens Krauss (bis 1939) |                                                                 |                                                                             |                                                    |                                       |     |
| Wilhelm Rode Richard Mayr Georg Maikl Hans Duhan | Hermann Wiedemann Viktor Madin Anton Arnold Artur Wolken        | William Wernigk Alfred Muzzarelli Karl Norbert Karl Ettl                    | Josef Kalenberg Erich Zimmermann Karl Ettl         | Lotte Lehmann Louise Willer           | 83  |
| Erich von Wymetal, 16. September 1940, Dirigent: Hans Knappertsbusch (bis 1942) |                                                                 |                                                                             |                                                    |                                       |     |
| Paul Schöffler Herbert Alsen Georg Maikl Georg Monthy | Adolf Vogel Fritz Krenn Anton Arnold Hermann Gallos             | Willy Franter Alfred Muzzarelli Franz Worff Karl Ettl                       | Alf Rauch Anton Dermota Karl Ettl                  | Esther Réthy Else Schürhoff           | 14  |
| Heinz Arnold, 16. September 1943, Dirigent: Karl Böhm (bis 1944) |                                                                 |                                                                             |                                                    |                                       |     |
| Josef Herrmann Herbert Alsen Richard Sallaba Georg Monthy | Erich Kunz Fritz Krenn Egyd Toriff Hermann Gallos               | William Wernigk Hans Schweiger Roland Neumann Karl Ettl                     | Max Lorenz Peter Klein Karl Ettl                   | Maria Reining Marta Rohs              | 10  |
| Rudolf Otto Hartmann, 39. November 1949, Dirigent: Clemens Krauss, Ausstattung: Robert Kautsky (Aufführung im Theater an der Wien, bis 1954)                                                                                                   |                                                                 |                                                                             |                                                    |                                       |     |
| Paul Schöffler Ludwig Weber Hugo Meyer-Welfing Wilhelm Felden | Erich Kunz Georg Hann Erich Majkut Hermann Gallos               | William Wernigk Harald Pröglhöf Franz Bierbach Ljubomir Pantscheff          | Max Lorenz Anton Dermota Harald Pröglhöf           | Trude Eipperle Rosette Anday          | 61  |
| Herbert Graf, 14. November 1955, Dirigent: Fritz Reiner, Ausstattung: Robert Kautsky, Chöre: Richard Rossmayer (bis 1961) |                                                                 |                                                                             |                                                    |                                       |     |
| Paul Schöffler Gottlob Frick Karl Terkal Eberhard Waechter | Erich Kunz Hans Braun Erich Majkut Fritz Sperlbauer             | William Wernigk Harald Pröglhöf Adolf Vogel Ljubomir Pantscheff             | Hans Beirer Murray Dickie Frederick Guthrie        | Irmgard Seefried Rosette Anday        | 37  |
| Paul Hager, 27. Mai 1961, Dirigent: Heinz Wallberg, Ausstattung: Robert Kautsky, Chöre: Richard Rossmayer (Neueinstudierung der Produktion von 1955, bis 1972)                                                                                 |                                                                 |                                                                             |                                                    |                                       |     |
| Otto Wiener Hans Hotter Karl Friedrich Hans Strohbauer | Karl Dönch Heinz Imdahl Alfred Höbarth Fritz Sperlbauer         | Kurt Equiluz Hans Schweiger Franz Bierbach Ljubomir Pantscheff              | Wolfgang Windgassen Murray Dickie Ludwig Welter    | Lisa Della Casa Jean Madeira          | 85  |
| Otto Schenk, 21. Oktober 1975, Dirigent: Christoph von Dohnányi, Ausstattung: Jürgen Rose, Chöre: Norbert Balatsch (bis 2012) |                                                                 |                                                                             |                                                    |                                       |     |
| Karl Ridderbusch Kurt Moll Karl Terkal Hans Helm | Peter van der Bilt Raimond Wolansky Horst Nitsche Anton Wendler | Ewald Aichberger Harald Pröglhöf Alfred Šramek Alois Pernerstorfer          | James King Heinz Zednik Peter Wimberger            | Gundula Janowitz Gertrude Jahn        | 77  |
| Keith Warner, 4. Dezember 2022, Dirigent: Philippe Jordan, Bühne: Boris Kudlička, Kostüme: Kaspar Glarner, Licht: John Bishop, Video: Akhila Krishnan, Choreographie: Karl Alfred Schreiner, Dramaturgie: Barry Millington, Chöre: Thomas Lang |                                                                 |                                                                             |                                                    |                                       |     |
| Michael Volle Georg Zeppenfeld Jörg Schneider Stefan Astakhov | Wolfgang Koch Martin Häßler Lukas Schmidt Ted Black             | Robert Bartneck Nikita Ivasechko Dan Paul Dumitrescu Evgeny Solodovnikov    | David Butt Philip Michael Laurenz Peter Kellner    | Hanna-Elisabeth Müller Christina Bock | 3   |